# کانیتسه (ناحیه دوماژلیتسه)
کانیتسه (به چکی: Kanice) یک منطقهٔ مسکونی در جمهوری چک است که در ناحیه دوماژلیتسه واقع شده‌است. کانیتسه ۷٫۵۹ کیلومتر مربع مساحت و ۱۷۶ نفر جمعیت دارد و ۴۳۲ متر بالاتر از سطح دریا واقع شده‌است.